# دانيال دوناهو
دانيال دوناهو (بالإنجليزية: Daniel Donahue) هو شخصية أعمال أمريكي، ولد في 23 أبريل 1923، وتوفي في 20 مارس 2015.